# شکارچی آفتاب
شکارچی آفتاب یا تعقیب‌کننده خورشید (به انگلیسی: The Sunchaser) فیلمی محصول سال ۱۹۹۶ و به کارگردانی مایکل چیمینو است. در این فیلم بازیگرانی همچون وودی هرلسون، جاون سدا، آن بنکرافت، الکساندرا تایدینگز، تالیسا سوتو، ویکتور آرون، لارنس پرسمن، مایکل اونیل، هری کری جونیور، کارمن دل‌اره‌فیچه و آندرئا روث ایفای نقش کرده‌اند.